# Simon Bucharoff
Simon Bucharoff (?, 1881. április 20. – ?, 1955. november 24.) amerikai zongorista, zeneszerző, zenepedagógus.

## Pályakép
Az Orosz Birodalomban, Berdicsivben (Ukrajna) született. A bécsi konzervatóriumban tanult.
A Wichita College of Music zongora tanszékének vezetője volt. Zenei tamatikájú tantárgyakakat oktatott, mesterkurzusokat és tartott zongoristáknak és zeneszerzést is tanított. 1937-től zenei szerkesztő és hangszerelő volt Hollywoodban.
Legismertebb műve a „A Lover's Knot” című egyfelvonásos operája volt, amelyet 1916-ban mutattak be Chicagoban (Auditorium Theater).
Chicagóban halt meg 74 éves korában.